# Joannes Ingemari Sundius
Joannes Ingemari Sundius, född 1593 i Sunds socken, död 27 november 1665 i Motala socken, han var en svensk kyrkoherde i Motala församling.

## Biografi
Joannes Ingemari Sundius föddes i Sunds socken och blev 21 februari 1617 student vid Uppsala universitet. Han prästvigdes 23 oktober 1619 till adjunkt i Torpa församling. Sundius blev 1626 kyrkoherde i Motala församling. Han avled 27 november 1665 i Motala socken.

### Familj
Sundius gifte sig 20 februari 1627 med Elin Andersdotter (död 1662). Hon var dotter till kyrkoherden Andreas Nicolai i Motala socken. De fick tillsammans barnen Andreas Mothzenius (född 1630), Petrus Mothzenius (född 1633), Ingrid Jönsdotter (död 1690), Elisabeth, Anna och Margareta.